# Stojice
Stojice település Csehországban, a Pardubicei járásban. Stojice Holotín, Načešice, Svinčany és Svojšice településekkel határos. Lakosainak száma 212 fő (2024. január 1.).

## Népesség
A település lakosságának változását az alábbi diagram mutatja:
| Lakosok száma | 462  | 534  | 520  | 344  | 249  | 214  | 208  | 215  | 216  | 212  |
|               | 1869 | 1900 | 1921 | 1961 | 1980 | 2011 | 2016 | 2019 | 2021 | 2024 |